# 基勒拉島

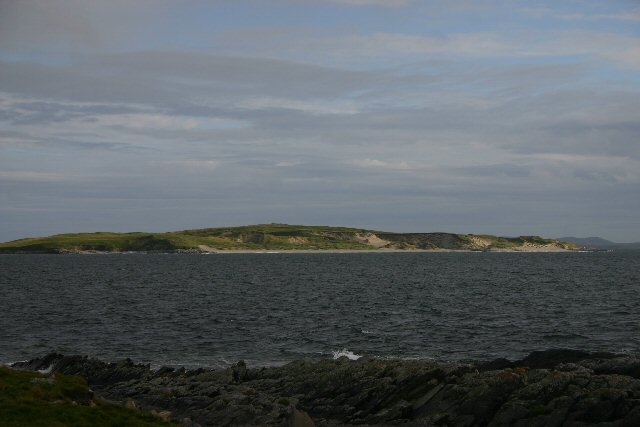

基勒拉島是蘇格蘭的島嶼，位於北尤伊斯特島和哈里斯島之間的大西洋海域，屬於外赫布里底群島的一部分，長2.5公里，面積1.76平方公里，最高點海拔高度45米，島上無人居住。
57°44.4′N 7°4.9′W / 57.7400°N 7.0817°W